# Louis Sacchini
Louis Vincent Sacchini (* 30. August 1930) ist ein US-amerikanischer Klarinettist und Musikpädagoge.
Sacchini studierte Klarinette an der Union University, der University of North Texas und der University of Iowa. Seine Lehrer waren Theodore Ruta und Bernard Cerilli von der Pittsburgh Symphony, Gino Cioffi von der Boston Symphony sowie Oscar Lee Gibson und Himie Voxman. Er absolvierte ergänzende Studien an der Duquesne University, der University of St. Louis, der Illinois State University und der Boston University und nahm Flötenunterricht bei George Morey, Oboenunterricht bei Noah Knepper und Fagottunterricht bei Ronald Tyre.
Als Musikpädagoge unterrichtete Sacchini Holzblasinstrumente, außerdem Musikgeschichte und -theorie, Dirigieren, Musikanalyse und -pädagogik und Improvisation. Er war von 1978 bis 1982 musikalischer Leiter und Dirigent der Northern Plains Wind Symphony und unterrichtete ab 1978 beim International Music Camp. Er wirkte als Juror bei Musikfestivals wie dem Kinsman's International Band Festival und war Mitglied des Vorstandes der International Clarinet Society und des Saxophone Congress. Seit seiner Pensionierung 1995 gibt er privaten Unterricht und ist Mitglied der Dubuque Chamber Winds. Sacchini arrangierte Musikwerke für Bläserensemble und verfasste ein Buch über Klarinettenkonzerte des 19. Jahrhunderts.

## Quelle
- Alliance Publications - S - Sacchini, Louis

| Personendaten    | Personendaten                                    |
| ---------------- | ------------------------------------------------ |
| NAME             | Sacchini, Louis                                  |
| ALTERNATIVNAMEN  | Sacchini, Louis Vincent                          |
| KURZBESCHREIBUNG | US-amerikanischer Klarinettist und Musikpädagoge |
| GEBURTSDATUM     | 30. August 1930                                  |